# Tetramorium altivagans
Tetramorium altivagans är en myrart som beskrevs av Santschi 1914. Tetramorium altivagans ingår i släktet Tetramorium och familjen myror. Inga underarter finns listade i Catalogue of Life.